# 1524 год
1524 (ты́сяча пятьсо́т два́дцать четвёртый) год  по юлианскому календарю — високосный год, начинающийся в пятницу. Это 1524 год нашей эры, 4‑й год 3‑го десятилетия XVI века 2‑го тысячелетия, 5‑й год 1520‑х годов. Он закончился 501 год назад.
| Пн | Вт | Ср | Чт | Пт | Сб | Вс |
|    |    |    |    | 1  | 2  | 3  |
| 4  | 5  | 6  | 7  | 8  | 9  | 10 |
| 11 | 12 | 13 | 14 | 15 | 16 | 17 |
| 18 | 19 | 20 | 21 | 22 | 23 | 24 |
| 25 | 26 | 27 | 28 | 29 | 30 | 31 |

| Пн | Вт | Ср | Чт | Пт | Сб | Вс |
| 1  | 2  | 3  | 4  | 5  | 6  | 7  |
| 8  | 9  | 10 | 11 | 12 | 13 | 14 |
| 15 | 16 | 17 | 18 | 19 | 20 | 21 |
| 22 | 23 | 24 | 25 | 26 | 27 | 28 |
| 29 |    |    |    |    |    |    |

| Пн | Вт | Ср | Чт | Пт | Сб | Вс |
|    | 1  | 2  | 3  | 4  | 5  | 6  |
| 7  | 8  | 9  | 10 | 11 | 12 | 13 |
| 14 | 15 | 16 | 17 | 18 | 19 | 20 |
| 21 | 22 | 23 | 24 | 25 | 26 | 27 |
| 28 | 29 | 30 | 31 |    |    |    |

| Пн | Вт | Ср | Чт | Пт | Сб | Вс |
|    |    |    |    | 1  | 2  | 3  |
| 4  | 5  | 6  | 7  | 8  | 9  | 10 |
| 11 | 12 | 13 | 14 | 15 | 16 | 17 |
| 18 | 19 | 20 | 21 | 22 | 23 | 24 |
| 25 | 26 | 27 | 28 | 29 | 30 |    |

| Пн | Вт | Ср | Чт | Пт | Сб | Вс |
|    |    |    |    |    |    | 1  |
| 2  | 3  | 4  | 5  | 6  | 7  | 8  |
| 9  | 10 | 11 | 12 | 13 | 14 | 15 |
| 16 | 17 | 18 | 19 | 20 | 21 | 22 |
| 23 | 24 | 25 | 26 | 27 | 28 | 29 |
| 30 | 31 |    |    |    |    |    |

| Пн | Вт | Ср | Чт | Пт | Сб | Вс |
|    |    | 1  | 2  | 3  | 4  | 5  |
| 6  | 7  | 8  | 9  | 10 | 11 | 12 |
| 13 | 14 | 15 | 16 | 17 | 18 | 19 |
| 20 | 21 | 22 | 23 | 24 | 25 | 26 |
| 27 | 28 | 29 | 30 |    |    |    |

| Пн | Вт | Ср | Чт | Пт | Сб | Вс |
|    |    |    |    | 1  | 2  | 3  |
| 4  | 5  | 6  | 7  | 8  | 9  | 10 |
| 11 | 12 | 13 | 14 | 15 | 16 | 17 |
| 18 | 19 | 20 | 21 | 22 | 23 | 24 |
| 25 | 26 | 27 | 28 | 29 | 30 | 31 |

| Пн | Вт | Ср | Чт | Пт | Сб | Вс |
| 1  | 2  | 3  | 4  | 5  | 6  | 7  |
| 8  | 9  | 10 | 11 | 12 | 13 | 14 |
| 15 | 16 | 17 | 18 | 19 | 20 | 21 |
| 22 | 23 | 24 | 25 | 26 | 27 | 28 |
| 29 | 30 | 31 |    |    |    |    |

| Пн | Вт | Ср | Чт | Пт | Сб | Вс |
|    |    |    | 1  | 2  | 3  | 4  |
| 5  | 6  | 7  | 8  | 9  | 10 | 11 |
| 12 | 13 | 14 | 15 | 16 | 17 | 18 |
| 19 | 20 | 21 | 22 | 23 | 24 | 25 |
| 26 | 27 | 28 | 29 | 30 |    |    |

| Пн | Вт | Ср | Чт | Пт | Сб | Вс |
|    |    |    |    |    | 1  | 2  |
| 3  | 4  | 5  | 6  | 7  | 8  | 9  |
| 10 | 11 | 12 | 13 | 14 | 15 | 16 |
| 17 | 18 | 19 | 20 | 21 | 22 | 23 |
| 24 | 25 | 26 | 27 | 28 | 29 | 30 |
| 31 |    |    |    |    |    |    |

| Пн | Вт | Ср | Чт | Пт | Сб | Вс |
|    | 1  | 2  | 3  | 4  | 5  | 6  |
| 7  | 8  | 9  | 10 | 11 | 12 | 13 |
| 14 | 15 | 16 | 17 | 18 | 19 | 20 |
| 21 | 22 | 23 | 24 | 25 | 26 | 27 |
| 28 | 29 | 30 |    |    |    |    |

| Пн | Вт | Ср | Чт | Пт | Сб | Вс |
|    |    |    | 1  | 2  | 3  | 4  |
| 5  | 6  | 7  | 8  | 9  | 10 | 11 |
| 12 | 13 | 14 | 15 | 16 | 17 | 18 |
| 19 | 20 | 21 | 22 | 23 | 24 | 25 |
| 26 | 27 | 28 | 29 | 30 | 31 |    |

## События
- 1493—1593 — Столетняя хорватско-османская война. Серия вооружённых конфликтов между Королевством Хорватия и Османской империей[1].
- 1507—1622 — Португало-персидская война. Ряд вооружённых конфликтов между колониалистской Португалией и вассальным Ормузом, с одной стороны, и Сефевидской империей, поддерживаемой англичанами, с другой[2].
- 1510—1528 — война между Сефевидами и Шейбанидами. Серия конфликтов между узбекской династией Шейбанидов, которые основали Бухарское ханство, и Сефевидским государством[3].
- 1511—1641 — Малайско-португальская война. Вооружённый конфликт XVI-XVII веков, в котором Малаккский султанат при поддержке империи Мин, Голландской Ост-Индской компании (с 1607) и Джохора безуспешно сопротивлялся Португальской империи, стремившейся захватить Малакку и установить контроль над торговлей между Индией и Китаем[4].
- 1514—1555 — Турецко-персидская война[5].
- 1521—1526 — Итальянская война[6].
  - Август—сентябрь — осада Марселя[7].
- 1521—1526 — Османо-венгерская война[8].
- 1523—1524 — в Цюрихе проведена секуляризация церковной собственности, отменены месса, почитание икон и святых, введено причастие под обоими видами для светских лиц. Антицерковные волнения крестьян в Швейцарии.

- 1524—1525 — поход Франциска I в Италию.
- 1524—1525 — Великая крестьянская война в Германии[9]:
  - Лето — крестьянское восстание в ландграфстве Штюлинген.
  - Октябрь — восстанием охвачен район Верхнего Рейна и Южного Шварцвальда. Пропаганда Мюнцера и его сторонников.
  - Ноябрь — восстание в Брегской долине.
  - 13 декабря — разгром отряда крестьян в Брегской долине.
- 1524—1526 — две испанские экспедиции Диего де Альмагро (1470?-1538) вдоль западного побережья Южной Америки.
- Шарль де Бурбон переходит на сторону Карла V.
- Присоединение к Бранденбургу Фербеллина.
- Крупные волнения пражского бюргерства под лозунгами Реформации.
- Восстание горнорабочих в словацких городах. Управление вместо Фуггеров передано королевским чиновникам.
- Мятеж османского наместника в Египте Ахмада-Паши.
- Сигизмунд I Старый стремясь создать противодействие Габсбургам, заключил союз с Францией (см. 1515 и 1533 год)[10].
- В поисках морского прохода из Тихого океана в Атлантический Кортес пересек Центральную Америку.

### Казанское ханство
- 1524 — май 1531 — казанский престол занял Сафа-Гирей, племянник Сагиб-Гирей, который был вынужден в 1523 году отъехать в Крымское ханство[11].
- Декабрь — Сагиб I Гирей отправился в Стамбул, где жил при дворе султана, участвуя в его походах[12].

## Русское государство
Правление: 1505—1533 — Василий III Иванович
- 1521—1524 — Русско-казанская война[13].
  - Поздняя весна — начался большой поход на Казанское ханство[14].
  - 8 мая — судовая рать отплыла в поход на Казань[14].
  - 15 мая — в поход выступила конная рать[14].
  - 3 июля — судовая рать под предводительством воевод Ивана Фёдоровича Бельского, Михаила Васильевича Горбатого и Михаила Юрьевича Захарьина высадилась на берег перед Казанью[14].
  - 19 июля — казанские татары, опасавшиеся соединения двух войск, напали на русское войско, укрепившееся в остроге. Казанцы были отбиты, но продолжали блокировать русских воинов в их лагере, совершая новые атаки[14].
  - 15 августа — русские войска соединились и начали осаду Казани[14].
  - 24 августа — конная русская рать под командованием воевод Ивана Хабара Симского и Михаила Воронцова в битве на Итяковом поле разгромила казанское войско[14].
  - Лето — Иван Фёдорович Палецкий заставляет осаждённых признать поражение и прислать в Москву послов для заключения перемирия[15].
  - Середина августа — подписанное перемирие с Казанским ханством прекращало военные действия и обязывало Сафа I Гирея (чьё избрание формально было представлено, как акт пожалования Василием III в ответ на "челобитье всей земли Казанской") срочно прислать представительное посольство в Москву[16].
  - Ноябрь — к началу переговоров Казанское ханство подверглось опустошительному набегу Ногайской орды. В Крымском ханстве шла междоусобица, так что русской стороне на переговорах удалось добиться значительных уступок[16].
  - Ноябрь —  в Москву прибыло казанское посольство под руководством Аппай-улана и князя Бахты-Кията. После переговоров обе стороны заключили договор, единственным условием которого стал перевод на русскую территорию Казанской ярмарки, проводившейся ежегодно 24 июля[14].
- 1524—1525 — Максим Грек по греческому оригиналу исправил "Цветную Триодь"[17].
- Осень — Василий III Иванович совместно с супругой С.Ю. Сабуровой и великокняжеским двором совершил поездку по различным монастырям и городам[18].
- Московские послы по дороге в Испанию, ко двору Карла V, впервые посетили Англию.
- Обмен посольствами с императором Священной Римской империи[13].
- Великим князем Василием III основан Новодевичий монастырь в честь главной святыни Смоленска — Смоленской иконы Божией Матери, по обету за взятие этого города в 1514 году[19]. На его строительство и благолепие Василий III пожаловал 3.000 рублей, дворцовые сёла, земельные угодья, монастырь получил право освобождавшие от податей[20].
- Пожалованы окольничеством: Палецкий Иван Фёдорович, Палецкий Дмитрий Фёдорович[21].
- Пожалованы боярством: Глинский Михаил Львович (ум. 1534), Телепнёв Иван Васильевич Немой (ум. 1534), Серебряный Семён Дмитриевич, Пеньков Иван Данилович, Симский Иван Васильевич Хабар[21].

### Города и поселения
- 1517—1526 — сооружаются новые укрепления во Пскове[22].

## Начало правления
См.также: Список глав государств в 1524 году
- 1524—1576 — Шах Ирана Тахмасп I.

## Родились
См. также: Категория:Родившиеся в 1524 году
- 17 марта — Диего де Ланда Кальдерон, третий епископ Юкатана, исследователь цивилизации Майя.
- Камоэнс, Луис де — португальский поэт, живший в XVI веке, автор поэмы «Лузиады».
- Ронсар, Пьер де — знаменитый французский поэт XVI века, возглавлял объединение «Плеяда», проповедовавшее обогащение национальной поэзии изучением греческой и римской литератур.
- Селим II — одиннадцатый султан Османской империи, правил в 1566—1574, сын султана Сулеймана І «Великолепного» и Роксоланы.
- Фарнезе, Оттавио — герцог Пармы и Пьяченцы из рода Фарнезе, второй герцог ди Кастро.

## Скончались
См. также: Категория:Умершие в 1524 году
- 5 января — Марулич, Марко — хорватский средневековый поэт и гуманист, известный как «отец хорватского ренессанса» и «отец хорватской литературы».
- 23 мая — Исмаил I — шахиншах Азербайджана и Персии, основатель династии Сефевидов, классик азербайджанской литературы и поэзии.
- 12 июня — Веласкес де Куэльяр, Диего — испанский конкистадор, завоеватель Кубы.
- 20 июля — Клод Французская — королева Франции с 1 января 1515, жена короля Франциска I, старшая дочь его предшественника Людовика XII и Анны Бретонской, герцогиня Бретани.
- 30 ноября — Эцио Аудиторе да Фиренце — главный персонаж видеоигр «Assassin’s Creed II», «Assassin’s Creed: Brotherhood» и «Assassin's Creed: Revelations».
- 24 декабря — Васко да Гама — португальский мореплаватель, известен как первый европеец, совершивший морское путешествие в Индию (род.1469).
- Гольбейн, Ганс Старший — немецкий живописец. Он был старшим в известной семье художников, к которой принадлежали его брат Зигмунд и сыновья Амброзиус и Ганс Гольбейн Младший.
- Пьетро Перуджино — итальянский живописец эпохи Возрождения, представитель умбрийской школы.